# Liste der Naturdenkmale in Steinebach/Sieg
Die Liste der Naturdenkmale in Steinebach/Sieg nennt die im Gemeindegebiet von Steinebach/Sieg ausgewiesenen Naturdenkmale (Stand 15. Februar 2024).

## Naturdenkmale
| Nr.         | Bezeichnung       | Lage                                       | Beschreibung | Bild                                    |
| ----------- | ----------------- | ------------------------------------------ | ------------ | --------------------------------------- |
| ND-7132-424 | Eiche am Ehrenmal | Schwedengrabenstraße, gegenüber Nr. 2 Lage | Quercus sp.  | Direkt Bild zu diesem Denkmal hochladen |